# Калиновка (Залісовський округ)
Кали́новка (рос. Калиновка) — селище у складі Залісовського округу Алтайського краю, Росія.

## Населення
Населення — 37 осіб (2010; 91 у 2002).
Національний склад (станом на 2002 рік):
- росіяни — 98 %